# Apicectomia

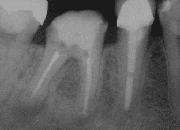
Radiografia del dente dopo la procedura.

L'apicectomia è la procedura chirurgica che consiste nell’asportazione dell’apice radicolare di un dente, necessaria per l’eliminazione di granulomi ed ascessi dentali. Il trattamento, non è mai eseguito come procedura primaria, si rende necessario, qualora la convenzionale terapia radicolare non risultasse sufficiente, oppure di impossibile attuazione, la resezione apicale è considerato l’intervento risolutivo, per scongiurare l’estrazione dell’intero dente.
La tecnica è sostanzialmente standardizzata, l’odontoiatra eseguirà un’incisione fino ad esporre la radice del dente, che verrà amputata di circa 3 millimetri, proseguendo poi con la chiusura dei canali radicolari con materiale biocompatibile. L’intervento è classificato come microchirurgia endodontica, in quanto compiuto con l’ausilio di un microscopio operatorio, viene eseguito in regime ambulatoriale in anestesia locale, rendendo l’operazione indolore per il paziente. Tra le complicanze note, si segnalano nei giorni successivi al trattamento, tumefazioni e sanguinamenti della zona interessata, nonché ipersensibilità del dente trattato.